# Список похороненных на Новодевичьем кладбище (М)
Новодевичье кладбище является одним из самых известных некрополей Москвы. Оно было образовано в 1898 году вдоль южной стены Новодевичьего монастыря, где имеется дворянский некрополь XIX века. В советское время это было второе по значимости кладбище после некрополя у Кремлёвской стены. Многие могилы Новодевичьего кладбища являются объектами культурного наследия. В данной статье представлен список значимых людей, похороненных на Новодевичье кладбище, фамилии которых начинаются на букву «М».

## Список
- Маврина, Татьяна Алексеевна (1902—1996) — художница, график, иллюстратор; колумбарий, 148 секция, в районе 9 уч. последнего ряда, рядом с 10 уч.
- Мазетти Умберто Августович (1869—1919) — певец, композитор, педагог по вокалу, профессор Московской Консерватории; 3 уч. 24 ряд.
- Мазуров, Кирилл Трофимович (1914—1989) — Первый секретарь ЦК КП Белоруссии, Первый заместитель Председателя Совета Министров СССР; 10 уч. 5 ряд.
- Магго, Пётр Иванович (1879—1941) — советский чекист, почётный сотрудник госбезопасности; 19 уч. 14 ряд.
- Майский, Иван Михайлович (1884—1975) — советский дипломат, историк и публицист, посол в Великобритании, академик АН СССР; 9 уч. 1 ряд.

- Макаренко, Антон Семёнович (1888—1939) — педагог, писатель; автор памятника В. Е. Цигаль; 2 уч. 35 ряд.
- Макаров, Василий Иванович (1914—1964) — актёр театра и кино, заслуженный артист РСФСР (1945); колумбарий, 127 секция, нижний ряд.
- Макарова, Тамара Фёдоровна (1907—1997) — киноактриса, профессор ВГИКа, народная артистка СССР; рядом с мужем кинорежиссёром Сергеем Герасимовым; 10 уч. 3 ряд.
- Макеев, Виктор Петрович (1924—1985) — конструктор морских баллистических ракет, академик АН СССР, лауреат Ленинской и трёх Государственных премий СССР; 10 уч. 3 ряд.
- Максарёв, Юрий Евгеньевич (1903—1982) — Министр транспортного машиностроения СССР (1950—1953), Председатель Комитета, затем Госкомитета СССР по изобретениям и открытиям (1961—1978), Герой Социалистического Труда (1943), генерал-майор инженерно-танковой службы (1945); автор памятника Л. Е. Кербель; 10 уч. 1 ряд.
- Максимова, Екатерина Сергеевна (1939—2009) — балерина, хореограф; 5 уч. 23 ряд у Центральной аллеи.
- Маландин, Герман Капитонович (1894—1961) — генерал армии, профессор; автор памятника Г. Н. Постников; 3 уч. 65 ряд у монастырской стены
- Малинин, Михаил Сергеевич (1899—1960) — генерал армии, Герой Советского Союза; автор памятника Г. Н. Постников; 3 уч. 65 ряд у монастырской стены
- Малиновский, Михаил Сергеевич (1880—1976) — акушер-гинеколог, академик АМН СССР (1944), Герой Социалистического Труда (1971); 1 уч. 18 ряд
- Малыгин, Василий Иванович (1905—1976) — лётчик, полковник, Герой Советского Союза (1941); колумбарий, 134 секция
- Малышев, Илья Ильич (1904—1973) — председатель Комитета по делам геологии при Совнаркоме СССР (1939—1946), Министр геологии СССР (1946—1949), доктор геолого-минералогических наук (1958); 7 уч. лев.ст. 4 ряд.
- Малыхин, Фёдор Мефодьевич (1906—1970) — генерал-полковник
- Мальков, Павел Дмитриевич (1887—1965) — член КПСС с 1904 года, комендант Смольного (1917) и Московского Кремля (1918—1920); 6 уч. 29 ряд.
- Мальцев, Евдоким Егорович (1910—1981) — генерал армии; 7 уч. лев.ст. 17 ряд
- Малюгин, Леонид Антонович (1909—1968) — писатель, драматург, критик; 6 уч. 8 ряд.
- Малютин, Сергей Васильевич (1859—1937) — живописец, график, архитектор; 4 уч. 41 ряд.
- Мамсуров, Хаджи-Умар Джиорович (1903—1968) — заместитель начальника ГРУ Генштаба ВС СССР, генерал-полковник, Герой Советского Союза; 7 уч. пр.ст. 2 ряд
- Мандельштам, Леонид Исаакович (1879—1944) — физик, академик АН СССР (1929); 4 уч. 40 ряд.
- Мандельштам, Сергей Леонидович (1910—1990) — физик, член корреспондент АН СССР (1979); 4 уч. 40 ряд
- Манизер, Матвей Генрихович (1891—1966) — скульптор, действительный член АХ СССР; 6 уч. 37 ряд.
- Мансурова, Цецилия Львовна (1896—1976) — актриса Театра имени Вахтангова, профессор Театрального училища имени Б. В. Щукина, народная артистка СССР; 2 уч. 10 ряд.

- Мануэл Родригес да Сува (Manuel rodrigues da suva) (10.04.1909 — 22.07.1968) — секретарь коммунистической партии Португалии.
- Маргелов, Василий Филиппович (1908—1990) — командующий ВДВ, генерал армии, Герой Советского Союза; 11 уч. 2 ряд
- Мардашёв, Сергей Руфович (1906—1974) — биохимик, академик АМН СССР (1957), Герой Социалистического Труда (1964); 4 уч. 56 ряд
- Маресьев, Алексей Петрович (1916—2001) — лётчик, полковник, Герой Советского Союза; 11 уч. 5 ряд
- Марецкая, Вера Петровна (1906—1978) — актриса театра и кино, народная артистка СССР; 2 уч. 11 ряд.
- Дж. Маркс (1903—1972) — южноафриканский деятель коммунистического движения, Председатель ЮАКП (1962—1965); 6 уч. 40 последний ряд
- Мартынов, Николай Васильевич (1910—1998) — председатель Госснаба и заместитель Председателя Совета Министров СССР; 4 уч. 52 ряд.
- Марченко, Иван Тихонович (1908—1972) — Первый секретарь Томского обкома КПСС (1959—1965); 7 уч. лев.ст. 2 ряд.
- Маршак, Самуил Яковлевич (1887—1964) — поэт, переводчик; автор памятника Н. Б. Никогосян; 2 уч. 39 ряд.
- Марягин, Леонид Георгиевич (1937—2003) — кинорежиссёр, сценарист, заслуженный деятель искусств РСФСР, народный артист России; колумбарий, 149 секция, в районе 9 уч. последнего ряда.
- Маряхин, Сергей Степанович (1911—1972) — генерал армии; автор памятника А. Е. Елецкий; 7 уч. пр.ст. 20 предпоследний ряд
- Масленникова, Ирина Ивановна (1918—2013) — оперная певица (колоратурное сопрано), педагог, народная артистка РСФСР; 10 уч. 8 ряд.
- Маслов, Пётр Павлович (1867—1946) — экономист, академик АН СССР (1929); колумбарий, 65-4-2.
- Масляков, Александр Васильевич (1941—2024) — советский и российский телеведущий, заслуженный деятель искусств Российской Федерации;11 уч. 8 ряд.
- Массалитинова, Варвара Осиповна (1878—1945) — актриса Малого театра, киноактриса, народная артистка РСФСР; 2 уч. 25 ряд.
- Массальский, Павел Владимирович (1904—1979) — актёр театра и кино, педагог, профессор Школы-студии МХАТ, народный артист СССР; 4 уч. 53 ряд.
- Матвеев, Александр Терентьевич (1878—1960) — скульптор, педагог, заслуженный деятель искусств РСФСР, доктор искусствоведения; 8 уч. 8 ряд.
- Матвеев, Борис Степанович (1889—1973) — зоолог, профессор Московского университета; 3 уч. 41 ряд
- Матвеев, Евгений Семёнович (1922—2003) — актёр театра и кино, кинорежиссёр, сценарист, народный артист СССР; автор памятника А. А. Мурзин; 10 уч. 9 ряд.
- Матросов, Иван Константинович (1886—1965) — изобретатель, создатель железнодорожных автоматических тормозов, лауреат Государственной премий СССР; 6 уч. 25 ряд.
- Матоян, Ким Семёнович (1925—1996) — архитектор, Заслуженный архитектор России
- Машков, Иван Павлович (1876—1945) — архитектор, реставратор; 1 уч. 30 ряд.
- Машков, Илья Иванович (1881—1944) — художник, педагог; 3 уч. 44 ряд.
- Машковский, Степан Филиппович (1914—1958) — лётчик-испытатель, полковник, Герой Советского Союза (1941); 5 уч. 18 ряд
- Маяковский, Владимир Владимирович (1893—1930) — поэт, драматург; автор памятника А. П. Кибальников; перезахоронен в 1952 году с Донского кладбища (урна с прахом находилась в закрытом колумбарии Донского крематория); 1 уч. 14 ряд.
- Медведев, Дмитрий Николаевич (1898—1954) — командир партизанских отрядов, полковник, Герой Советского Союза; 4 уч. 26 ряд
- Медведев, Сергей Сергеевич (1891—1970) — физикохимик, академик АН СССР; 7 уч. пр.ст. 15 ряд.
- Мезенцев, Борис Сергеевич (1911—1970) — архитектор; 7 уч. пр.ст. 15 ряд.
- Мейсель, Максим Николаевич (1901—1987) — микробиолог, цитолог, член-корреспондент АН СССР (1960); колумбарий, секция 131-3-4
- Мелентьев, Александр Прокопьевич (1920—1945) — подполковник, Герой Советского Союза (1945); 4 уч. 11 ряд
- Мелентьев, Лев Александрович (1908—1986) — энергетик, академик АН СССР (1966), Герой Социалистического Труда (1969); 10 уч. 3 ряд.
- Мелик-Пашаев, Александр Шамильевич (1905—1964) — дирижёр, главный дирижёр Большого театра; 3 уч. 65 ряд рядом с монастырской стеной.
- Мельников, Леонид Георгиевич (1906—1981) — Первый секретарь ЦК КП(б) Украины, Министр строительства предприятий угольной промышленности СССР; 9 уч. 7 ряд.
- Мельников, Николай Афанасьевич (1918—1973) — Второй секретарь ЦК КП Молдавии (1961—1965); 7 уч. лев.ст. 3 ряд.
- Мельников, Николай Васильевич (1909—1980) — учёный в области горного дела, академик АН СССР; 9 уч. 7 ряд.
- Мельников, Николай Прокофьевич (1908—1982) — специалист в области строительной механики, металлических конструкций, академик АН СССР; 10 уч. 1 ряд.
- Мельников, Яков Фёдорович (1896—1960) — конькобежец, первый Заслуженный мастер спорта СССР (1934); 8 уч. 4 ряд
- Менделевич, Исаак Абрамович (1887—1952) — скульптор; автор памятника В. Е. Цигаль; 2 уч. 25 ряд.
- Меньшов, Владимир Валентинович (1939—2021) — советский и российский актёр, кинорежиссёр, сценарист, продюсер, телеведущий, педагог, народный артист РСФСР; 5 уч. 34 ряд.
- Мергелян, Сергей Никитович (1928—2008) — математик, член-корреспондент Академии наук СССР
- Мержанов, Виктор Карпович (1919—2012) — российский пианист, педагог. Профессор Московской консерватории. Народный артист СССР (1990); 4 уч. 57 ряд.
- Меркулов, Фёдор Александрович (1900—1956) — нарком чёрной металлургии СССР (1939—1940); 3 уч. 62 ряд.

- Меркуров, Сергей Дмитриевич (1881—1952) — скульптор, директор Пушкинского музея, действительный член АХ СССР; 2 уч. 31 ряд.
- Мессерер, Асаф Михайлович (1903—1992) — артист балета, балетмейстер, педагог; 10 уч. 7 ряд.
- Мессерер-Плисецкая, Рахиль Михайловна (1902—1993) — актриса немого кино; 2 уч. 10 ряд.
- Мешков, Василий Васильевич (1893—1963) — живописец, действительный член АХ СССР; 8 уч. 27 ряд.
- Мешков, Василий Никитич (1867—1946) — живописец, народный художник РСФСР; 4 уч. 56 ряд.
- Мигдал, Аркадий Бейнусович (1911—1991) — физик-теоретик, академик АН СССР; 4 уч. 24 ряд.
- Микоян, Анастас Иванович (1895—1978) — председатель Президиума Верховного совета СССР, Герой Социалистического Труда (1943); 1 уч. 42 ряд.
- Микоян, Артём Иванович (1905—1970) — авиаконструктор, Дважды Герой Социалистического Труда (1956, 1957), глава ОКБ-155, академик АН СССР, генерал-полковник, лауреат Ленинской и шести Государственных премий СССР; 1 уч. 42 ряд, рядом с братом Анастасом Микояном.
- Микоян, Алексей Анастасович (1925—1986) — советский военачальник (участник Великой Отечественной войны), генерал-лейтенант авиации, заслуженный военный лётчик СССР.
- Микоян, Серго Анастасович (1929—2010) — советский и российский историк и публицист, доктор исторических наук.
- Микоян, Вано Анастасович (1927—2016) — советский и российский авиаконструктор.
- Микоян, Степан Анастасович (1922—2017) — советский лётчик-испытатель. Герой Советского Союза (1975). Генерал-лейтенант авиации. Заслуженный лётчик-испытатель СССР.
- Микулин, Александр Александрович (1895—1985) — конструктор авиационных двигателей, генерал-майор, академик АН СССР, лауреат четырёх Государственных премий СССР; 7 уч. лев.ст. 21 ряд.
- Милаев, Евгений Тимофеевич (1910—1983) — артист цирка, художественный руководитель и директор Московского цирка на Ленинских горах (1977—1983), народный артист СССР (1969), Герой Социалистического Труда (1979); автор памятника Ю. Г. Орехов; 10 уч. 2 ряд.
- Миллер, Всеволод Фёдорович (1848—1913) — фольклорист, этнограф, языковед и археолог, академик Петербургской АН; 3 уч. 13 ряд.
- Миллионщиков, Михаил Дмитриевич (1913—1973) — физик (теория турбулентности, газовая динамика, ядерная энергетика), Председатель Верховного Совета РСФСР, академик АН СССР; 7 уч. лев.ст. 4 ряд.
- Мильчаков, Александр Иванович (1903—1973) — советский комсомольский, партийный и хозяйственный деятель;7 уч. 4 ряд.
- Милютин, Юрий Сергеевич (1903—1968) — композитор, автор песен и оперетт; 7 уч. пр.ст. 2 ряд.
- Минкус, Михаил Адольфович (1905—1963) — архитектор, график, соавтор проектов Большого Каменного моста и высотного здания на Смоленке, участник реконструкции Пушкинской площади; 5 уч. 8 ряд.
- Минц, Александр Львович (1895—1974) — радиотехник, академик АН СССР; 7 уч. лев.ст. 10 ряд.
- Миронов, Павел Васильевич (1900—1969) — генерал-лейтенант (1944), Герой Советского Союза (1945); колумбарий, 129 секция
- Миронов, Сергей Иванович (1914—1964) — лётчик-истребитель, генерал-полковник авиации, Герой Советского Союза (1940); 6 уч. 9 ряд
- Миронов, Степан Ильич (1883—1959) — геолог-нефтяник, академик АН СССР (1946); 5 уч. 33 ряд.
- Миссуна, Анна Болеславовна (1868—1922) — русский геолог, приват-доцент Московского университета
- Митин, Марк Борисович (1901—1987) — философ, академик АН СССР; 10 уч. 4 ряд.
- Миткевич, Владимир Фёдорович (1872—1951) — электротехник, академик АН СССР; 1 уч. 38 ряд.
- Митрофанов, Василий Андреевич (1899—1970) — генерал-лейтенант танковых войск, Герой Советского Союза (1945); 7 уч. пр.ст. 13 ряд
- Митурич, Пётр Васильевич (1887—1956) — художник, теоретик искусства, изобретатель; 8 уч. 6 ряд.
- Митурич-Хлебников, Май Петрович (1925—2008) — график, народный художник РСФСР, действительный член АХ СССР; 8 уч. 6 ряд.
- Михайлов, Александр Александрович (1922—1992) — актёр Художественного театра, киноактёр, заслуженный артист РСФСР (1963); 2 уч. 10 ряд.
- Михайлов, Максим Дормидонтович (1893—1971) — оперный певец (бас); 7 уч. пр.ст. 19 ряд.
- Михайлов, Николай Матвеевич (1902—1965) — генерал-майор (1943), Герой Советского Союза (1945); 3 уч. 58 последний поперечный ряд
- Михалевский, Фаддей Ильич (1876—1952) — экономист, член-корреспондент АН СССР (1946); колумбарий, между секциями 106 и 107
- Михалков, Сергей Владимирович (1913—2009) — поэт, драматург, руководитель Союза писателей РСФСР; 5 уч. 23 ряд.
- Михальцев, Игорь Евгеньевич (1923—2010) — конструктор глубоководных аппаратов «Мир», океанолог, доктор технических наук (1970), Герой Социалистического Труда (1989); 7 уч. пр.ст. 17 ряд.
- Михеев, Михаил Александрович (1902—1970) — теплотехник, академик АН СССР; 7 уч. пр.ст. 15 ряд.
- Мишук, Михаил Никитович (1913—1982) — заместитель командующего ВВС по вооружению, генерал-полковник инженерно-технической службы, Герой Социалистического Труда, доктор технических наук; 7 уч. лев.ст. 19 ряд
- Мндоянц, Ашот Ашотович (1910—1966) — архитектор, соавтор высотного жилого дома на площади Восстания и Дворца съездов, соавтор застройки Нового Арбата, включая здание СЭВ и кинотеатр «Октябрь»; 6 уч. 27 ряд.
- Модестов, Сергей Васильевич (1882—1919) — деятель революционного движения, член КПСС с 1902 года. 4 уч. 17 ряд.
- Модоров, Фёдор Александрович (1890—1967) — педагог, народный художник РСФСР, член-корреспондент АХ СССР, ректор МГХИ им. В. И. Сурикова, профессор; 6 уч. 39 ряд.
- Моисеев, Игорь Александрович (1906—2007) — хореограф, балетмейстер, артист балета; 5 уч. 23 ряд у Центральной аллеи.
- Мокроусов, Борис Андреевич (1909—1968) — композитор; 6 уч. 36 ряд.
- Молотов, Вячеслав Михайлович (1890—1986) — советский государственный деятель, Председатель Совнаркома СССР, Министр иностранных дел СССР; 1 уч. 43 ряд.
- Молчанов, Василий Иванович (1868—1959) — педиатр, академик АМН СССР (1945); 5 уч. 34 ряд
- Моор, Дмитрий Стахиевич (1883—1946) — художник-график; колумбарий, 68 секция, в районе 2 уч. 4 ряда.
- Моравов, Александр Викторович (1878—1951) — живописец, заслуженный деятель искусств РСФСР (1946), действительный член АХ СССР (1949); 1 уч. 3 ряд.
- Мордвинов, Аркадий Григорьевич (1896—1964) — архитектор, Президент Академии архитектуры СССР; 6 уч. 9 ряд.
- Мордвинов, Николай Дмитриевич (1901—1966) — актёр театра и кино, народный артист СССР; 6 уч. 26 ряд.
- Москаленко, Кирилл Семёнович (1902—1985) — командующий РВСН, Маршал Советского Союза, дважды Герой Советского Союза; 7 уч. лев.ст. 22 ряд
- Москвин, Иван Михайлович (1874—1946) — актёр, режиссёр и директор Художественного театра, народный артист СССР; автор памятника В. Е. Цигаль; 2 уч. 15 ряд.
- Мосолов, Евгений Васильевич (1912—1979) — управляющий делами Московских горкома и обкома КПСС; 2 уч. 5 ряд.
- Мотовилов, Георгий Иванович (1884—1963) — скульптор; 8 уч. 30 ряд.
- Мошковский, Яков Давидович (1905—1939) — советский лётчик и парашютист, майор. Один из пионеров парашютизма в СССР. Мастер парашютного спорта СССР
- Муравьёв, Владимир Николаевич (1914—1973) — актёр театра и кино, народный артист РСФСР; колумбарий, 25 секция, в районе 4 уч. 51 ряда.
- Мурадели, Вано Ильич (1908—1970) — композитор; автор памятника Н. Б. Никогосян; 7 уч. пр.ст. 7 ряд.
- Муранов, Матвей Константинович (1873—1959) — член РСДРП с 1904 года, депутат IV Государственной думы; 8 уч. 1 ряд
- Муратов, Михаил Владимирович (1908—1982) — геолог, член-корреспондент АН СССР (1962); 3 уч. 60 ряд
- Муромцев, Георгий Сергеевич (1932—1999) — микробиолог, академик ВАСХНИЛ (1973); 8 уч. 6 ряд
- Муромцев, Сергей Николаевич (1898—1960) — микробиолог, директор Института эпидемиологии и микробиологии АМН СССР (1956—1960), академик ВАСХНИЛ (1948); 8 уч. 6 ряд
- Мухина, Вера Игнатьевна (1889—1953) — скульптор, действительный член АХ СССР; авторы памятника З. Г. Иванова и Н. Г. Зеленская; 2 уч. 28 ряд.
- Мышкова, Нинель Константиновна (1926—2003) — актриса театра и кино, заслуженная артистка РСФСР; 4 уч. 2 ряд рядом с отцом генерал-лейтенантом артиллерии К. Р. Мышковым.
- Мясищев, Владимир Михайлович (1902—1978) — авиаконструктор, начальник ЦАГИ, генерал-майор, лауреат Ленинской премии, Заслуженный деятель науки и техники РСФСР, доктор технических наук; 7 уч. лев.ст. 15 ряд.
- Мясковский, Николай Яковлевич (1881—1950) — композитор, музыкальный критик, профессор Московской консерватории; 3 уч. 43 ряд.
- Мясников, Александр Леонидович (1899—1965) — терапевт, кардиолог, академик АМН СССР; 6 уч. 29 ряд
- Мясников, Василий Иванович (1861—1929) — российский архитектор; 2 уч. 40 ряд.